# Пейроль

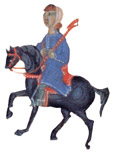
Пейроль. Миниатюра из песенника XIV века

Пейроль Peirol или Peiròl (французское произношение: [peʁɔl], окситанское произношение:. [pejrɔl]; род. около 1160, упоминается в 1188—1222 / 1225, ум. в 1220-х) — овернский трубадур, который писал в основном кансоны о рыцарской любви в конце XII — начале XIII веков. Известны тридцать четыре его произведения на окситанском языке. Из них к семнадцати (в том числе шестнадцати любовным кансонам) сохранились мелодии. Иногда его называют (ошибочно) Пьеролем, на манер французского Pierre.

## Биография
О жизни этого трубадура известно немного, и любая попытка установить его биографию по его произведениям обоснованно отклоняется новыми исследованиями.
Дата рождения Пейроля обычно относится к 1160-м годам. Он, возможно, происходил (отсюда и его прозвище) из селения Пероль в Прондине, Пюи-де-Дом, близ замка Рошфор-Монтань (Rocafort). Возможно также, что он родился в Pérol в современном Риом-е-Монтань. Таким образом, Пейроль был уроженцем земель, сеньором которых являлся Дофин Овернский.
Согласно его средневековой биографии, Пейроль был сначала бедным рыцарем. Он служил при дворе Дофина Овернского, любил его сестру Саль де Клостра (прозвище означает «бежавшая из монастыря»), супругу Беро III де Меркёра и создал множество песен, посвящённых своей Даме. Поначалу Дофин благосклонно смотрел на ухаживания Пейроля, однако, ревнуя к вниманию, уделявшемуся его сестрой трубадуру, который, к тому же, не имел состояния, удалил его от двора. Его биограф указывает, что Пейроль, лишённый материальных средств, оставил рыцарство и путешествовал от одного феодального двора к другому как жонглёр, получая от баронов за своё искусство одежду, деньги и лошадей (Peirols no se poc mantener per cavallier e venc joglars, et anet per cortz e receup dels barons e draps e deniers e cavals). Из торнады одной из кансон Альберта де Сестаро известно, что Пейроль был певцом и играл на виоле. Он совершил паломничество в Иерусалим около 1222 года. Умер, вероятно, в Монпелье.

## Творчество
По мнению исследователей, произведения Пейроля основаны на общепринятых в то время понятиях куртуазности, просты и недостаточно оригинальны. В его любовной лирике беззаботные «веселые песни» соседствуют с «серьёзными» — «теоретическими обсуждениями вопросов любви». По Пейролю «находчивый любовник» может «обойти глупую осторожность ревнивого мужа». Пейроль оставил благородную даму ради женщины незнатной, которую, как он говорил: «я люблю в радости и мире, и любим взаимно». Пейроль также участвовал в дискуссии относительно того, допустимо ли любить чисто, возвышенно, и в то же время желать «низкой», физической любви. Сочинения Пейроля созданы в одном из традиционных стилей поэзии трубадуров — «лёгком» (окс. trobar leu). Мелодии песен Пейроля более просты, чем музыкальное сопровождение стихов современных ему трубадуров, например, Фолькета Марсельского и Пейре Видаля. Написаны они в дорийском либо миксолидийском ладах, достаточно меланхоличны (Теодор Жерольд указывает на несогласованность музыкального настроения и текстов песен), однако обладают своеобразной гармонией и выполнены достаточно профессионально.
Пейроль пробовал также свои силы в жанре сирвенты: его произведение Ren no val hom joves que no.s perjura, судя по количеству копий, пользовалось широкой популярностью. Язык сирвенты образный и яркий, а стихотворные строфы перебиваются прозаическим рефреном. Всё это настолько необычно для поэзии Пейроля, что его авторство подвергается сомнению.
Трувер Гио де Дижон, писавший на старофранцузском языке, вероятно, переработал любовную песню Пейроля Si be.m sui loing et entre gent estraigna m’estuet, когда создавал свою Chanter m’estuet, coment que me destraigne.
Пейроль был горячим сторонником Третьего Крестового похода (1189—1192). В своей тенсоне Quant amors trobet partit он призывал европейских правителей оставить распри и совместно помочь «благородному и отважному маркизу» Конраду Монферратскому, бывшему в то время королём Иерусалима. Несмотря на то, что Пейроль выражает желание сопровождать своего сеньора, Дофина Овернского в Святую землю, в конечном счёте Любовь убеждает поэта не оставить свою Даму, так как «Ваше вмешательство не заставит турка и араба отдать Башню Давида» и напутствует его: «любите и много пойте».
Скорее всего Пейроль не участвовал в Третьем Крестовом походе, однако позднее он совершил паломничество в Иерусалим и, возможно, был свидетелем сдачи Дамиетты. Он возлагал часть вины за поражение на императора Фридриха II в песне крестового похода — его последнем стихотворении — Pus flum Jordan ai vist e.l monimen. Он даже высмеял двуглавого орла (vostr’aigla, qu’en gitet us voutors) и воспел победителя — султана Египта (Anta y avetz e.l Soudan onramen).